# アレクサンドル・ピチュシキン
アレクサンドル・ユーリエビッチ・ピチュシキン (ロシア語: Алекса́ндр Ю́рьевич Пичу́шкин、Alexander Pichushkin、 1974年4月9日 - )はロシアのモスクワ州ムィチーシチ出身の連続殺人犯。スーパーの従業員だった。マスコミなどからは ビツァの狂人 ( Bitsa Maniac)や チェスボード・キラー ( Chessboard Killer )などと呼ばれている。彼はモスクワの南西にあるビツァ公園で少なくとも48人、推定で61人から63人を殺害したとされており同公園から犠牲者の死体が見つかっている。
1992年の学生時代に友達をロープで絞殺し下水溝に投げ入れたのに始まり、以来2001年まで続けられた。ロシアのマスコミはロシアで最も悪名高い連続殺人犯のアンドレイ・チカチーロに影響を受けて連続殺人を行ったのではないかと推測した。彼はチェスボードのマスの数である64を目指して人を殺してはマスに硬貨を置いて埋めていったと語った。だが、後になって止められることがなければ無限に人を殺していただろうと語っている。
彼が殺害の対象としていたのは主に年老いたホームレスだった。彼らにウォッカを勧めて一緒に飲み、相手が酔っぱらったところでハンマーで殴打し殺害した。その後は確実に殺すためにウォッカのボトルを頭に突き刺した。彼は人々を殺害している間は、犠牲者の生死を決めているような気がして神のような気分がしていると語った。「私にとって殺人のない人生というものは、食べ物のない人生と同じだ」と語り、「彼らのためにもう一つの世界の扉を開く、全人間の父親のような気がした」とも語った。
彼は2006年6月15日に逮捕された。48件の殺人罪と3件の殺人未遂に問われ、さらに11件の殺人の余罪を科せられた。ロシアでは死刑は廃止にはなっていないものの長らく行われておらず、事実上の廃止のような形となっているため、最も重い刑である無期懲役の判決が下された。現在も服役中。
また、2025年4月5日、ロシア連邦刑執行庁（FSIN)はテレグラムで声明を出し、「ピチュシキンが調査官にモスクワで男性と女性１１人を殺害したことを自白する準備ができたと話した」と伝えた。これらの殺人容疑でも有罪が確定すれば、７８人を殺害した元警察官のミハイル・ポプコフに次ぐロシアで２番目に多くの犠牲者を出した連続殺人犯となる。